# Trematodon geniculatus
Trematodon geniculatus är en bladmossart som beskrevs av Celina Maria Matteri 1980. Trematodon geniculatus ingår i släktet tranmossor, och familjen Bruchiaceae. Inga underarter finns listade i Catalogue of Life.